# Antun Molnar
Antun Molnar (Antal, Antonius) (Szukó, Mađarska, 20. veljače 1797. – Zagreb, 10. prosinca 1878.), profesor prava i pjesnik

## Životopis
Pravo i filozofiju doktorirao 1824. u Budimpešti; na tamošnjem Pravnom fakultetu predavao 1828--1835. U Zagrebu je od 1836. do umirovljenja (1868.) redovni profesor na Kraljevskoj akademiji znanosti, preustrojenoj 1850. u Pravoslovnu akademiju (iz koje će kasnije nastati današnji Pravni fakultet Sveučilišta u Zagrebu).
M. je u pedeset godina između 1828. i 1878. objavio sedamdesetak prigodnih pjesama, najviše na latinskom (59), ali i na mađarskom i hrvatskom. Pjesme izlaze kao zasebne svečane knjižice ili u novinama i časopisima (Luna, Agramer Zeitung, Narodne novine itd). Od 1854. M. često objavljuje dvojezično, dodajući izvorniku hrvatski prepjev. Nešto M. rukopisa (pisma i pjesme) nalazi se u NSK Zagreb.
Adresati su M. prigodnica poznate osobe političkog i kulturnog života, npr. ban Franjo Haller, članovi carske obitelji Habsburg, kardinal Juraj Haulik, biskup Josip Juraj Strossmayer, jezikoslovac Adolfo Veber Tkalčević, Petar Preradović, Vjekoslav Babukić. M. pjesme postaju to složenije i duže što osjetljiviju propagandnu zadaću moraju izvršiti; usp. refleksivne elemente i političke aluzije u odama banovima Šokčeviću (1861.) i Rauchu (1868). Na nepovoljan prijem svojih pjesama M. se tuži u pismu Ivanu Mažuraniću (1861): "moje Ode, napose pako Strossm[ajerova] i Sokčevićeva navukle su na mene takovu meržnju, da s menom neće drugovati više nitko."
Literatura: "Građa za bibliografiju radova prof. dr. Antuna Molnára", u: Pravni fakultet u Zagrebu IV. Građa za bibliografiju nastavnika Fakulteta, sv. 1, 1776-1926, Zagreb 1997, 89-104.